# جنگ مازندران
جنگ مازندران نخستین جنگ کیکاووس پس از نشستن بر تخت پادشاهی ایران است. بقول شاهنامه هنگام تاج گذاری رؤسای همه اقوام و قبایل ایرانی طوق طاعت و بندگی کیکاووس را به گردن آویختند. در این میانه روزی دیوی در لباس رامشگر به کاخ او راه یافت و در یک بساط میهمانی کاووس را متوجه سرزمین مرموز و سرسبزش مازندران نمود.

## اندیشه تسخیر مازندران
کیکاووس در سر شور نبرد داشت وصف مازندران توسط دیو، عزم او را برای تصرف آن کشور مضاعف نمود. تا زمان کیکاووس پادشاهان بزرگ همچون جمشید، فریدون و منوچهر خیال تسخیر مازندران را نیز در سر نپرورانده بودند. مطرح کردن جنگ با مازندران در میان سرداران و بزرگان ایران برای همه شوک‌آور بود ولی کیکاووس اظهار نمود که ما در عیش و بزم غوطه‌ور گشته و سپاه راه کاهلی و تنبلی را پیشه کرده است.
توس، گودرز، گیو و دیگر جنگجویان از سخن او مردد شدند و کسی یارای پاسخ نداشت جز اینکه همه کهتر و فرمانبردار هستند اما در نهان همه متفق بودند که کاووس با بلندپروازی‌ها همه را هلاک خواهد نمود و ایران را به باد خواهد داد. بزرگان ایران در مجلس مشورتی که اعضای آن متشکل از توس، گودرز، گیو، رهام، گرگین بود قرار شد برای انصراف و تغییر عقیده کیکاووس از زال شاه زابل کمک گیرند اما نصایح زال نیز بر اراده کاووس تأثیر نداشت جز اینکه کاووس ایران به زال و رستم سپرد تا با خیال آسوده به جنگ دیوان مازندران بپردازد.

### رفتن کاووس به مازندران
چون زال از پَهلو خارج شد کاووس کشور را به میلاد سپرد و توصیه کرد هنگام تعرض دشمن در صورت ناتوانی در مقابله از زال و رستم کمک بگیرد. سپس روز بعد جنگجویان ایرانی را مهیای حرکت بسوی سرزمین مازنداران نمود.
سپاه ایران در طی مسافت نخست به دامنه کوه اسپروز جایی‌که مکان دیوان دژخیم و هراس فیلان بود رسیده و اردو زدند. روزها به تجسس پرداختند تا اینکه به گیو فرمان داده شد هزار جنگجوی زبده برگزیند و هر چه آبادی پدیدار شد ویران و هر چه زنده یافت بی‌جان کند
| کمر بست و رفت از در شاه گیو |  | ز لشکر گزین کرد گردان نیو  |
| بشد تا در شهر مازندران      |  | ببارید شمشیر و گرز گران    |
| زن و کودک و مرد با دستوار   |  | نیافت از سر تیغ او زینهار  |
| همی کرد غارت همی سوخت شهر   |  | بپالود برجای تریاک، زهر    |
| یکی چون بهشت برین شهر دید   |  | پر از خرّمی بر درش بحر دید  |
| به هر برزنی بر فزون از هزار |  | پرستار با طوق و با گوشوار  |
| پرستنده زین بیشتر با کلاه   |  | به چهر به کردار تابنده ماه |

به کاووس خبر آوردند آنچه در وصف مازندران شنیده همه درست بوده اینجا همانند بهشت است سپاه ایران یک هفته به غارت مشغول بودند تا اینکه خبر حمله ایرانیان به شاه مازندران رسید و او دیوی سنجه نام را به جانب دیو سپید روانه کرد تا حمله ایرانیان را به او خبر دهد. دیو سپید بعد از آگهی شبانه به مانند ابر سیاهی با سپاهی انبوه عازم میدان شد. هنگام تقابل دو لشکر آسمان موقتاً تاریک شد و پس از روشنایی دوباره، چشمان کیکاووس و ایرانیان بی‌سو گشته شب کور شدند نتوانستند درست مقابله نمایند و اسیر چنگال دیو سفید شدند و از این بابت سرداران به کاووس خشم گرفتند.
نتیجه به شکست کامل سپاه ایران و اسارت همه منجر شد، دیو سفید به ملاقات کاووس گرفتار آمد و او را نهیب زد اما نکشت. روزانه اندکی جیره قوت لایموت نصیب‌شان کرد و همه گنج، تاج، تخت ایران را نیز تصاحب نمود و دوازده هزار نیرو برای حراست از ایرانیان اسیر بکار گرفت تا با ارژنگ سالار مازندران نزد شاه مازندران گسیل گردند.